# サーキット

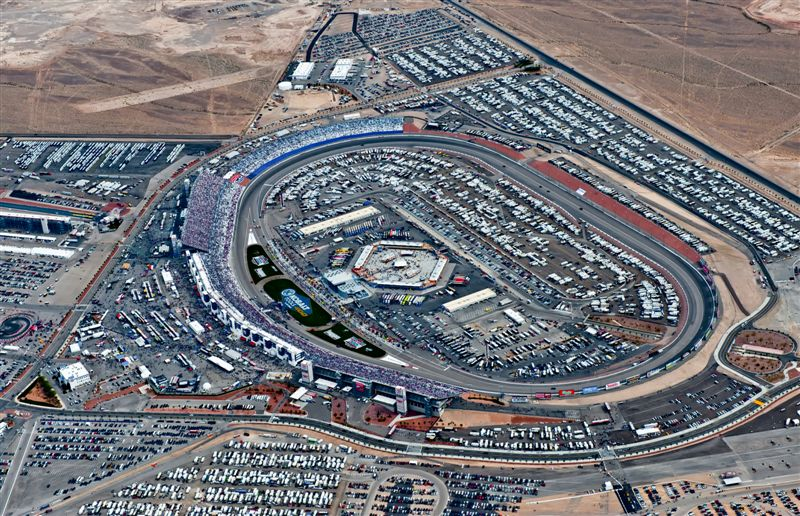
米国のラスベガスにあるサーキット ラスベガス・モーター・スピードウェイ

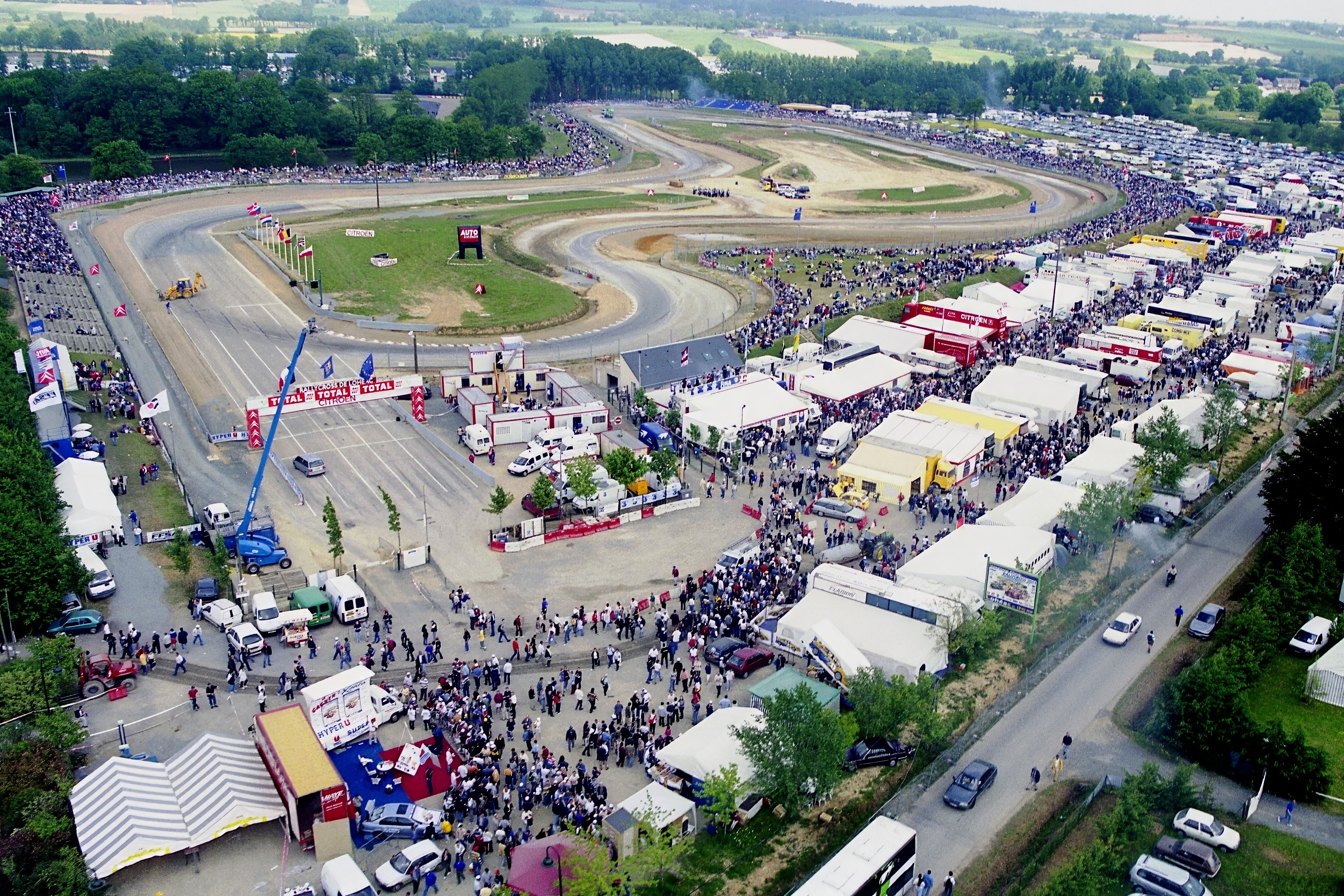
フランスにある、ラリークロス用の、小ぶりのサーキット :en:Circuit de Lohéac

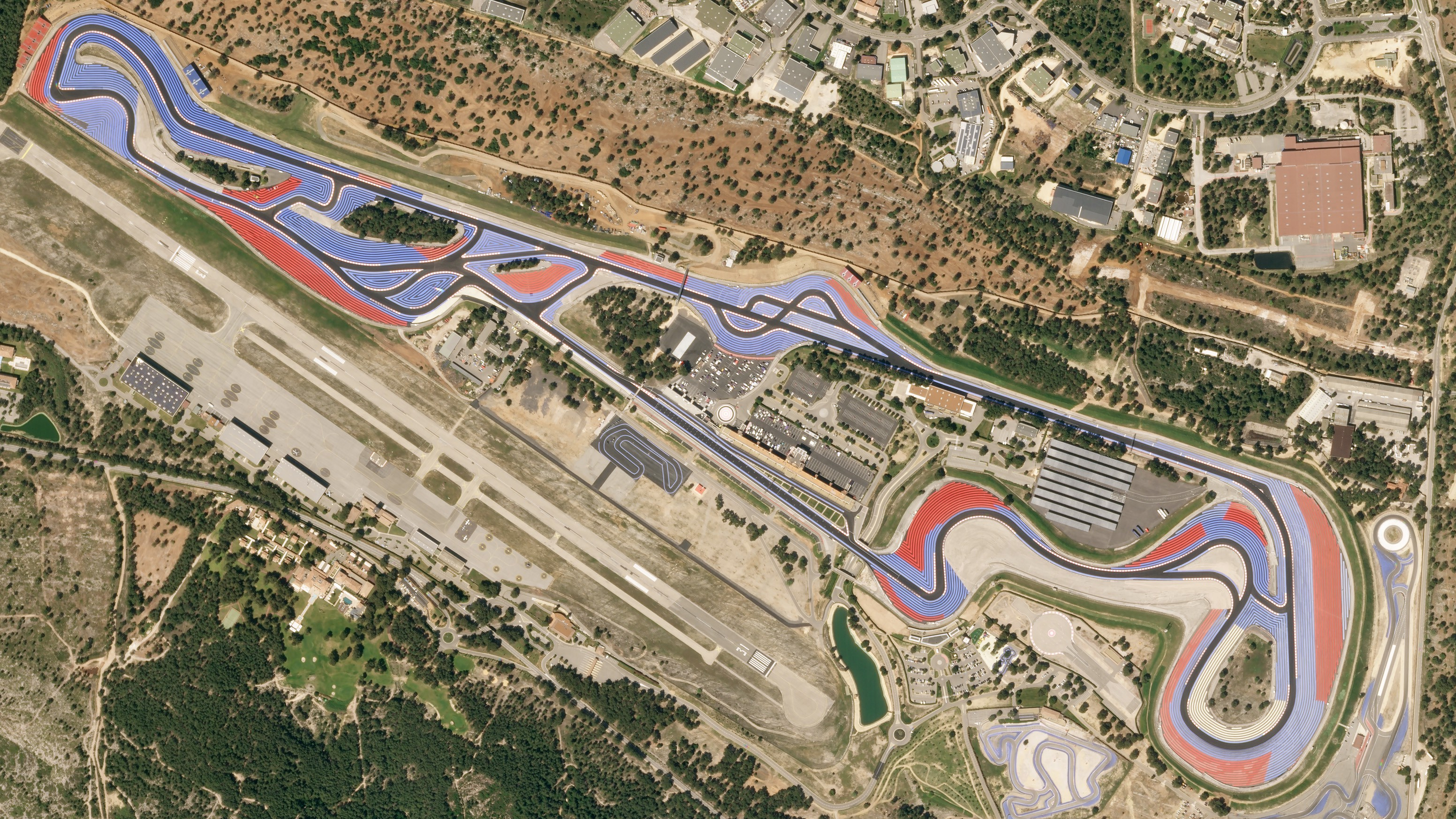
フランスのポール・リカール・サーキット

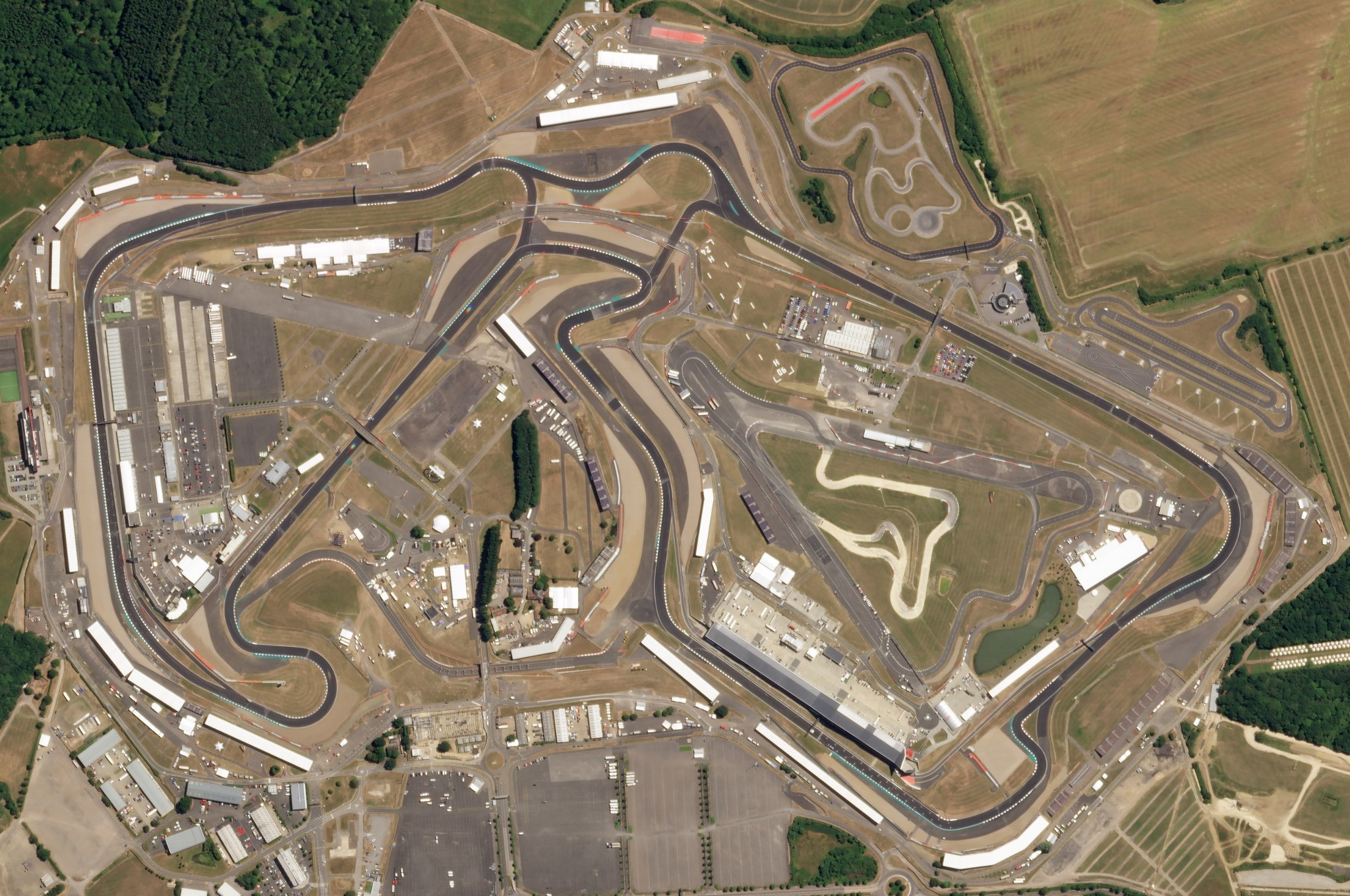
イギリスにあるシルバーストーン・サーキット

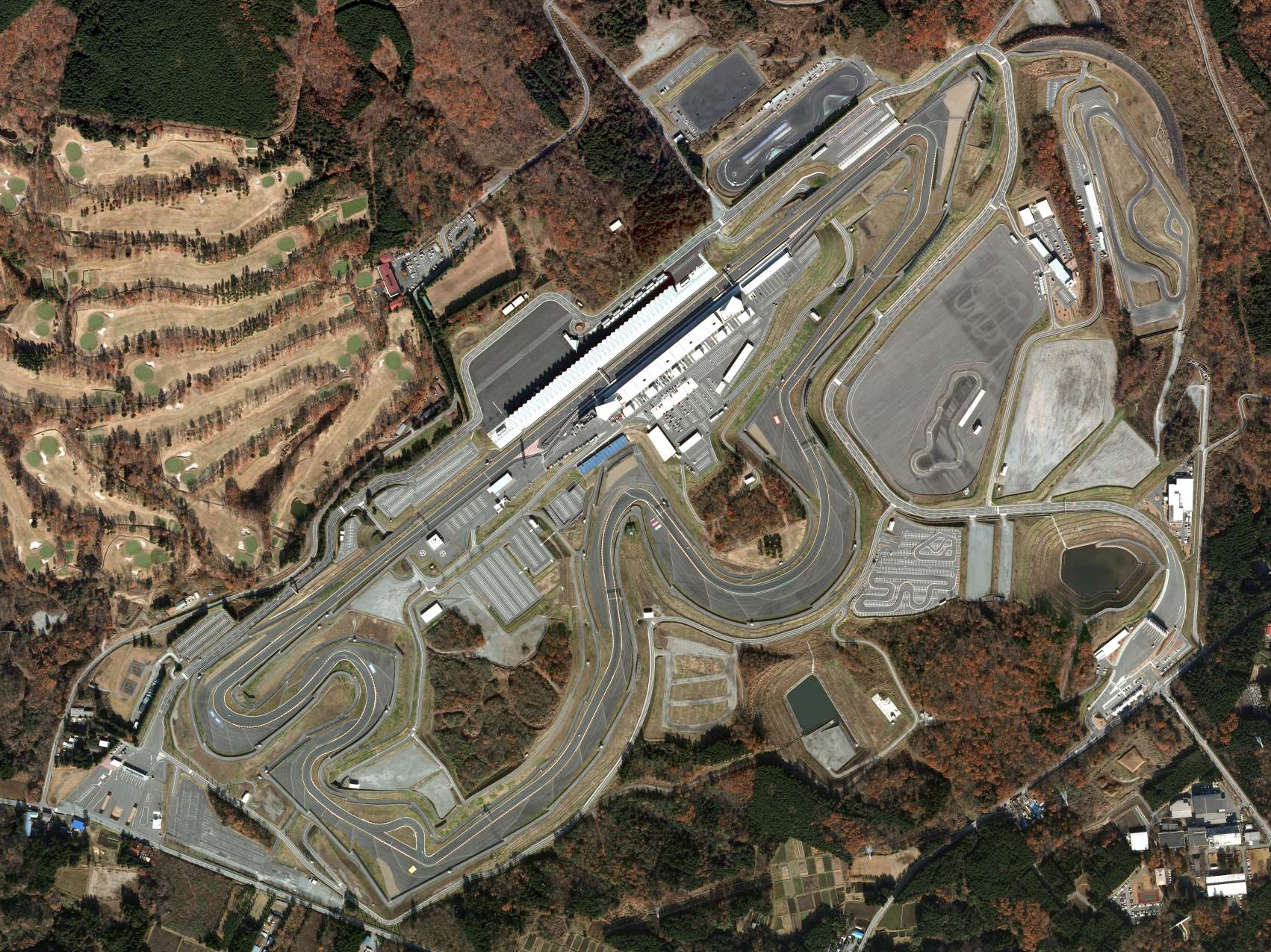
日本のサーキット 富士スピードウェイ

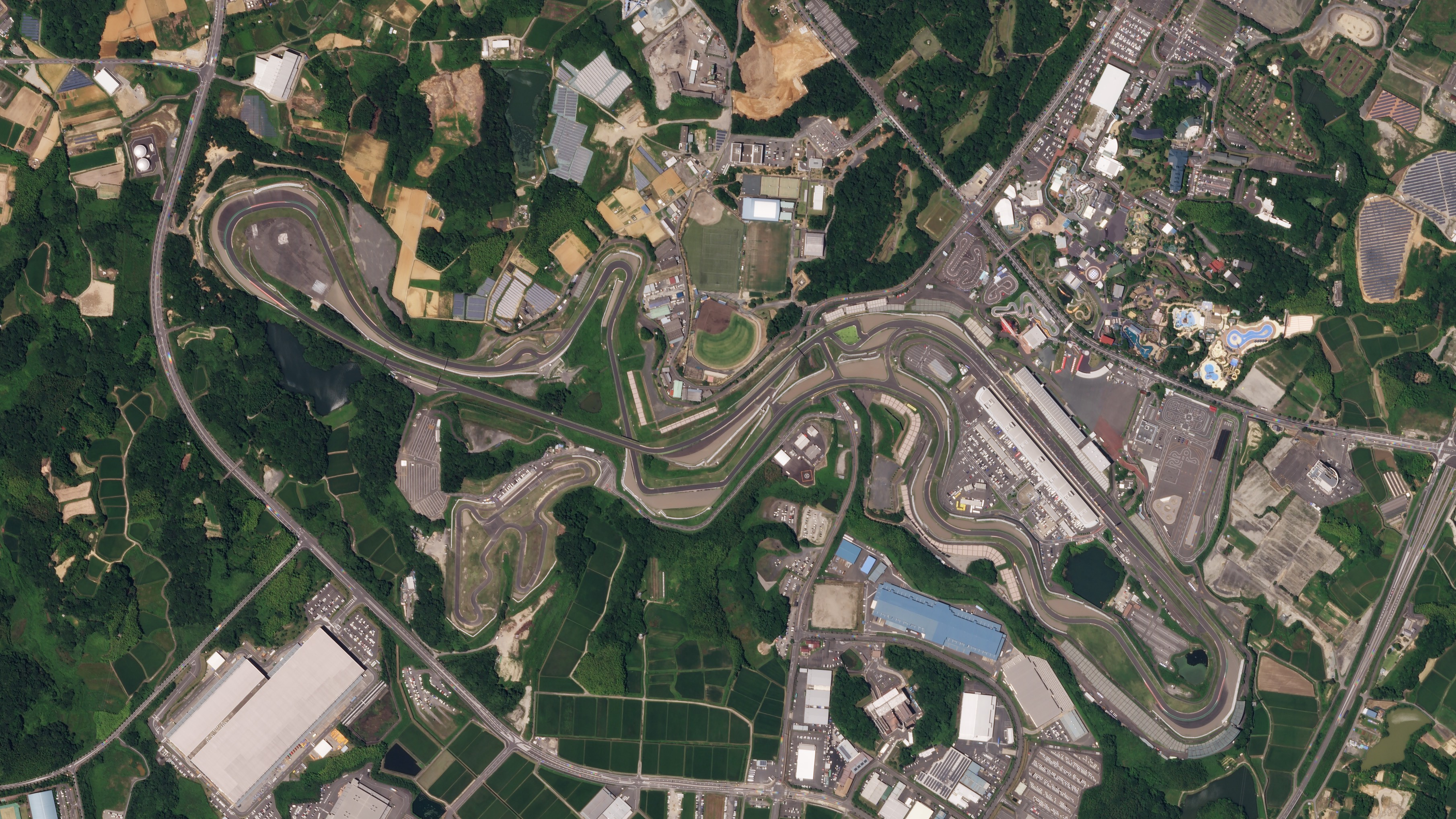
日本の鈴鹿サーキット

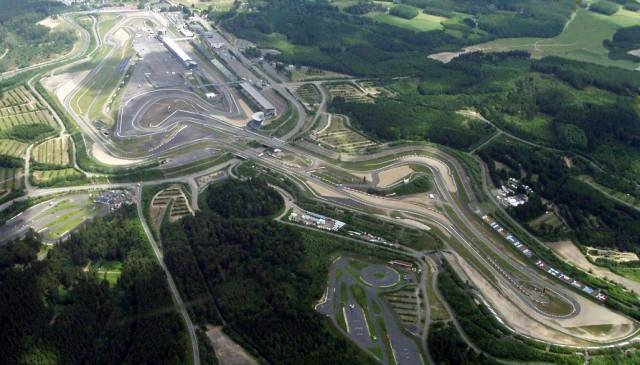
ドイツのサーキット ニュルブルクリンク

ここでいうサーキット (英: circuit) とは、環状コースを持つレース用の施設である。
- 自動車やオートバイなどの競走用につくられた環状の道路のこと[1]。
- 自動車競技、競馬競技、陸上競技の環状のコースのこと[2]。

本記事では自動車やオートバイの競技を行うためのサーキットについて解説する。競馬競技を行う環状コースや陸上競技を行う環状コースについては競馬場や陸上競技場を参照のこと。

## 概説
サーキットは、第一義的には、環状の道路つまり一種の環のような道路で、自動車レースやオートバイレースのためにつくられたもののことである。
広義の「サーキット」には、レース用環状道路に付随する諸施設まで含める。例えば、レースの途中にタイヤの交換や応急修理 等々を行うための「ピット」（およびそこへ出入りするための補助的な道路）、レース中に計時記録員・監視監督員・競技審査委員などがレース状況を把握するための「コントロールタワー」、競技車両を保管するための「パルクフェルメ」、観戦するための大量の客席、等々である。
たとえ自動車競技やオートバイ競技をする場所であっても、ただ「一直線の道路」があるような競技場は「サーキット」ではない。その場合は「サーキット」ではなく、サーキットと対比する形で「ストレート・コース」などと呼ばれる。
呼称
circuitの語源はラテン語のcircuitusであり、circum (＝丸く) ＋ īre (＝行く) ＋ -tus過去分詞語尾＝「丸く回った」という意味の言葉である。英語の発音では「サーキット」だが、フランス語では「シルキュイ」となる（語尾の子音字"t"は発音されない）。また、イタリア語では「チルクーイト」(circuito)、同義語として「アウトドローモ」（autodromo）がある。スペイン語では「シルクイート」(circuito)となる。 ドイツ語ではもっと分かりやすくリンク（＝環）と呼ぶ。
アメリカ英語では「レーシングトラック（racing truck）」や「レースウェイ（raceway）」、「オートドローム（autodrome）」など複数の呼称がある。特にオーバルコースの場合は「スピードウェイ（speedway）」とも称される。
分類・種類
さまざまな分類法がある。たとえば設置状態が「恒久的 / 仮設的」という基準で分けて「パーマネントサーキット / 仮設サーキット」に分類する方法がある。また国際自動車連盟 (FIA) では、自動車レースに使用するサーキットに関しては、規模や付帯設備などにもとづいて1～6のグレードに分類している。また路面が「舗装してある/ 舗装していない」によって「オンロードサーキット / オフロードサーキット」に分類する方法もある。→#分類・種類
さまざまな使用法
なお建造した主たる目的や、当初の目的は自動車レースやオートバイレースであったとしても、その後に多様に用いられるようになったサーキットもある。レース非開催時にはゴーカートの乗り場として使われたり、自転車競技やマラソン大会が開かれるサーキットも一部にある。

## 歴史
19世紀末にモータースポーツが始まった頃、ヨーロッパでは、ある都市からある都市へと公道を線的に走行する「都市間レース」が盛んだった。
公道上のクローズド・ロード・サーキットの登場
しかし、沿道の観客などを巻き込む死傷事故が多発したことから、郊外の公道に周回路を設定し、その公道に一般自動車や付近の住人・通行人などが入らないようにして行う「closed road クローズド・ロード」のサーキット・レースが始まった。たとえば、1903年には、アイルランドでGordon Bennett Cup（en:1903 Gordon Bennett Cup）という、公道に設定した周回コースから一般自動車や通行人を締め出して期間中だけレース専用にし、7周で527kmを走行する、というレースが行われた。観客にとっても周回路ならば走行する車両を何回も見ることができるというメリットがあった。
1906年からはイタリアのシチリア島の公道上に周回路を設定したレースであるタルガ・フローリオが開催され、最初の1906年は1周148kmあまり（149km弱）の公道コースを3周し446.5kmほどを競うというものだった。
自動車競技目的で建造されたサーキットの登場
1907年にはイギリスのサリー州に、世界初の、自動車競技用につくられたサーキットであるブルックランズ・サーキットが登場した。このサーキットはイギリスのモータースポーツの総本山（のような場所と認知されるようになっていった。自動車レース専用に建造されたサーキットは、コース脇に一般の住宅なども無く、公道をクローズドにしただけのサーキットよりも、より一層安全であった。
1909年には、アメリカのインディアナポリスに、世界で2番目に建造された自動車競技用サーキットであるインディアナポリス・モーター・スピードウェイが登場した。
1922年には、イタリア北部のモンツァに、世界で3番目に建造された自動車競技用サーキットであるモンツァ・サーキットが登場した。
なお、自動車競技目的のクローズドサーキットが建造されるようになっても、公道上にサーキットを設定してレースを行うということも並行して行われた。
なお1927年には新たにイタリアの公道上でミッレ・ミリア（1000マイルのレース、という意味）が行われるようになったが、こちらは周回路と言っても、およそ1000マイルになるように設定された経路をただ一周するだけであった。

## 主な設備

### 走行路

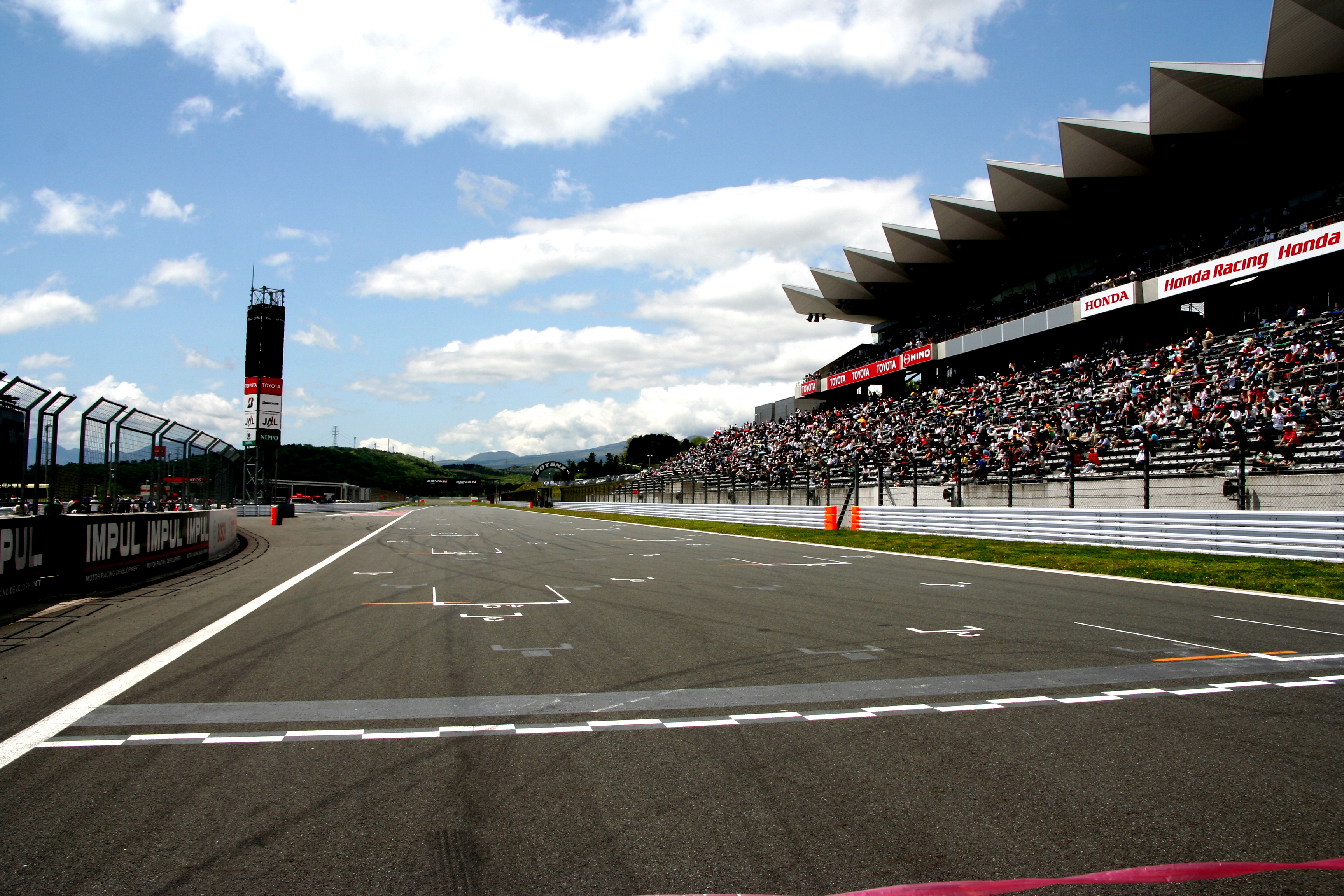
富士スピードウェイのスタート/フィニッシュライン

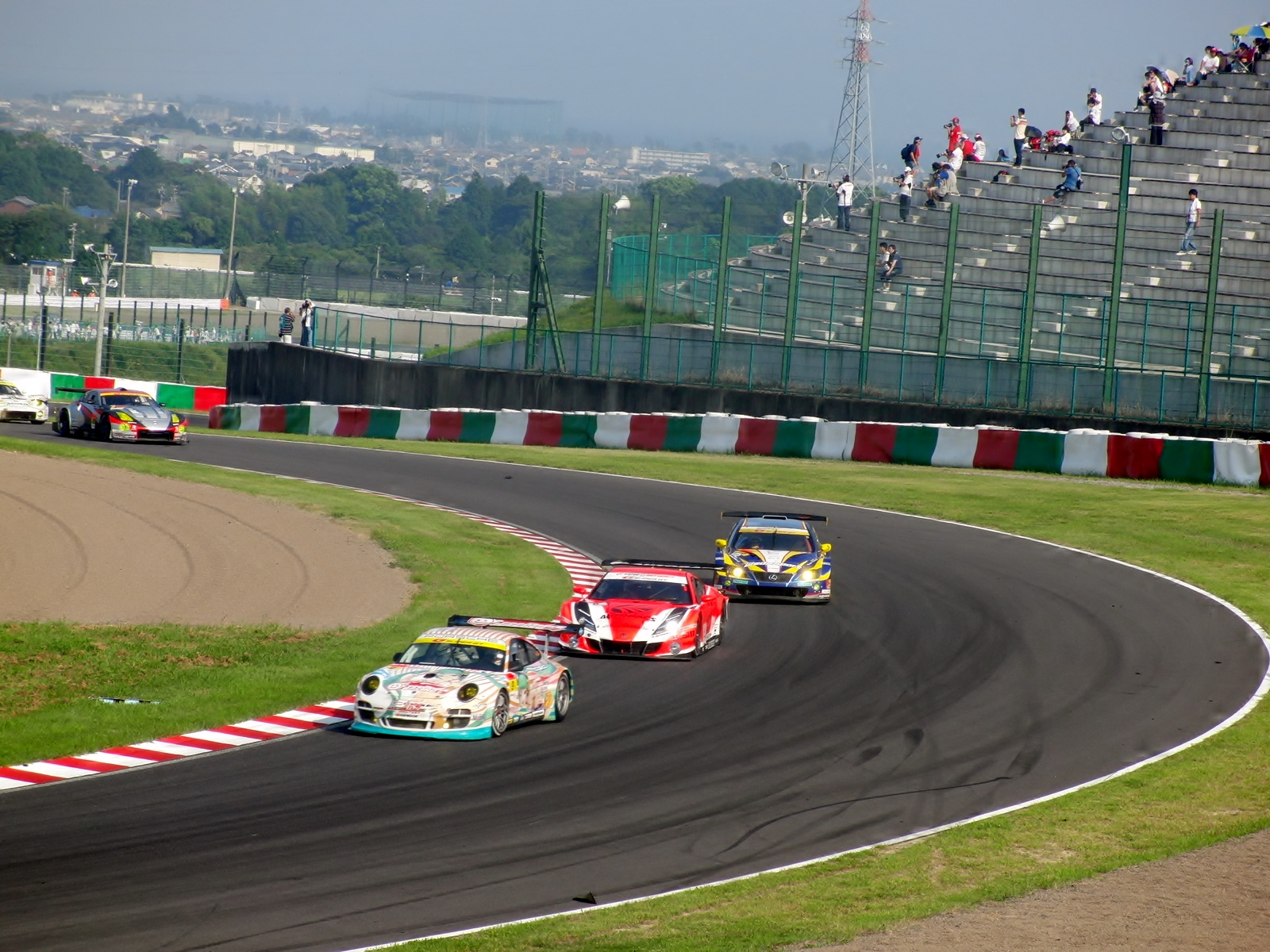
鈴鹿サーキットのコーナー（逆バンク）

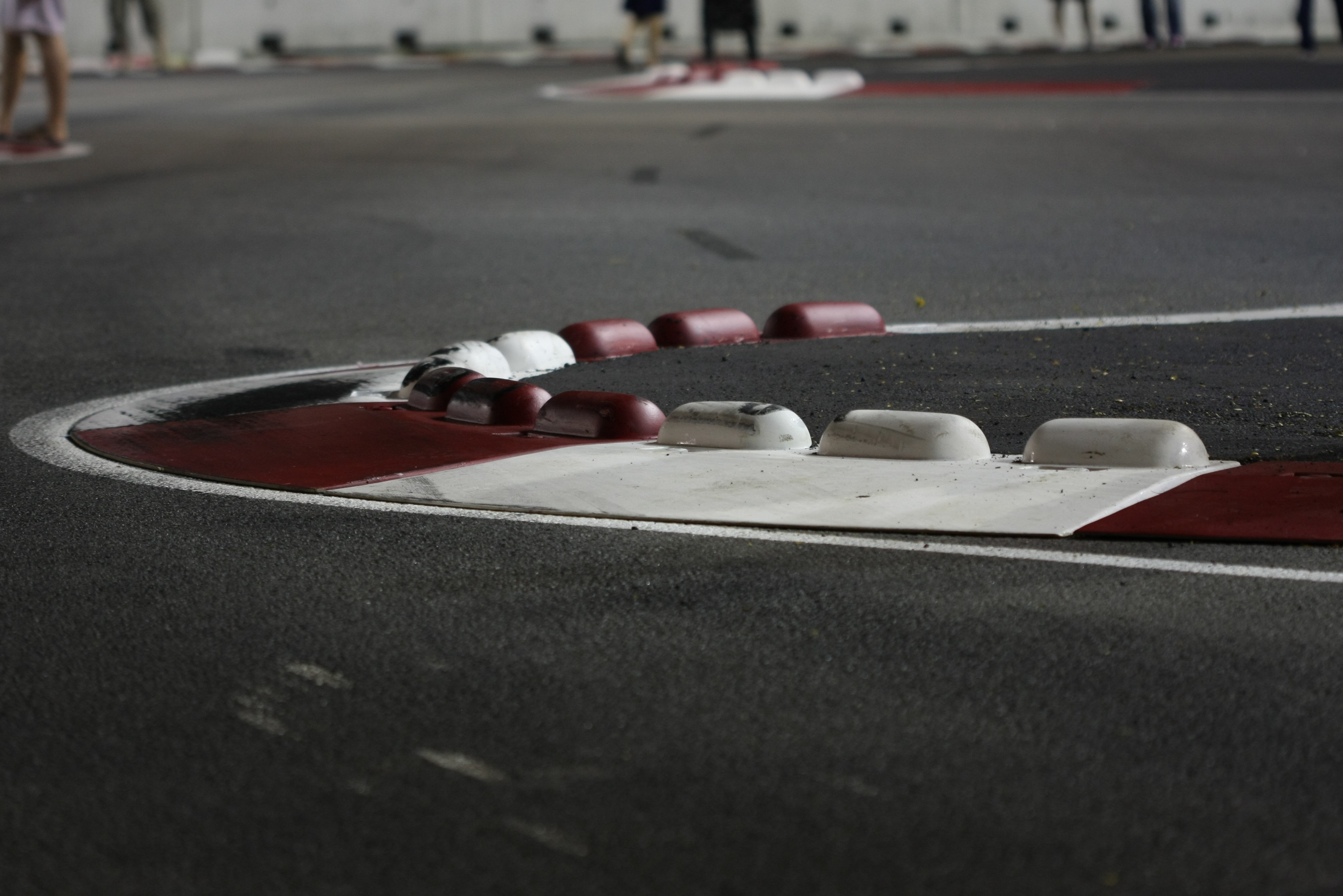
シンガポール市街地コースのこぶ付き縁石

コントロールライン
周回の基準となる線。このラインを通過してから次に通過するまでのタイムをラップタイムと呼ぶ。周回の終わりのことをフィニッシュラインと呼ぶが、ほぼ同義。後述するスターティンググリッドは、4輪と2輪で位置が違う場合もある。
グリッド
静止した状態からスタートするレースのために、スタート位置を定義する枠（マーク）。それぞれの列は「ロウ」(row) と呼ばれ、特に先頭部分の枠は「フロントロー（フロントロウ）」と呼ばれる。スタンディングスタートで開始されるレースではフォーメーションラップを行うことが慣例とされているが、フォーメーションラップ開始前にはダミーグリッド、終了後をスターティンググリッドと呼ぶ。ローリングスタートで開始されるレースでは、単にスターティンググリッドと呼ぶ。
ストレート
ほとんどの場合、コントロールラインがある位置は長い直線路になっている。この直線路をメインストレートあるいはホームストレートという。また、メインストレート以外で最も長いストレートを指して、バックストレートと呼ぶこともあり、コースレイアウトによってはメインストレートよりも長い場合もある。それぞれ「メインストレッチ」、「バックストレッチ」といった呼び方もある（ストレッチ＝「伸びた（直線）」）。ただし、中には鈴鹿サーキットの西ストレートやサルト・サーキットのユノディエールのように途中にわずかな曲線を持つものや、ホッケンハイムリンクのパラボリカのように全体的に緩やかにカーブしているものもある。この場合でも、直線路と同じようにスロットルを全開に出来るためストレートと呼ばれる。
コーナー
「角」という意味で、いわゆるカーブのことである。ターン (turn) あるいはベンド (bend) とも呼ばれる。サーキットによりコーナー毎に名前がついていたり、あるいは単に番号で呼ばれたりする。大きさは30R、200Rなどと曲率 (R) でされ、Rが小さいほどタイトな低速コーナーとなる。いくつかの異なるRで構成されるコーナーを「複合コーナー」という。また、形状を「ヘアピン」「スプーン」「S字」などと表現することもある。
シケインスピードの抑制（減速）を促すことが目的の、間隔の狭い複数の曲率半径を持つ小さな複合コーナー。その多くはストレートあるいはコーナー途中にクランク状で設置される。常設と選択式とがあり、選択式は本来のコースから分岐して再度合流するよう設置されていて、主催者がレースに応じてどちらを通るかを決定する。
バンクスピードを落とさずに曲がることが出来るようにするため、コーナーの外側をすり鉢状に迫り上げた傾斜のこと、及びそのようなコーナーのこと。オーバルトラックでは全コーナーがこれで形成されている。ときにはバンク角が45度を超えるバンクも存在する。斜面を舗装する技術が確立される以前は木製板張りのもの（ボードトラック）もあった。また、オーバルコースそのものをバンクと呼ぶこともある（競輪などでこの傾向がある）。通常のコーナーでも緩くバンクが付けられていることも多い（水はけ等の理由もある）。なお、「逆バンク」は鈴鹿のそれが有名だが、これはほぼ水平であることから逆にバンクが付いているように感じられる、という意味でそう呼ばれるようになったもので、必ずしも一般的な名称ではない。

縁石コースとランオフエリアの境界を示す踏み板で、おもに車両が切れ込むコーナーの内側と、車両が立ち上がっていくコーナーの外側に設置される。サーキット用のものは視認性を高めるよう2色に塗り分けられている。表面に凸凹が刻まれていたり、ソーセージ型に膨らんでいる場合もあって、縁石を踏んでしまうことでスピンや車体の破損を招くことがある。

インフィールドセクション
本来のコースの内側に延伸された地帯のこと。多くの場合は、本来単純な形状であったサーキットの内側に、複雑な形状のコースを延伸して作られる。そのため外周にあたるコースに比べてスロットル全開区間が短く、ドライバーの技量が問われるとされている。オーバルコースのインディアナポリスや、飛行場が前身のシルバーストンのように、単純な形状のものに増設されて設置されることが多いが、インテルラゴスのように、逆にインフィールドセクションが大幅に短く改修されたこともある。

### 安全設備

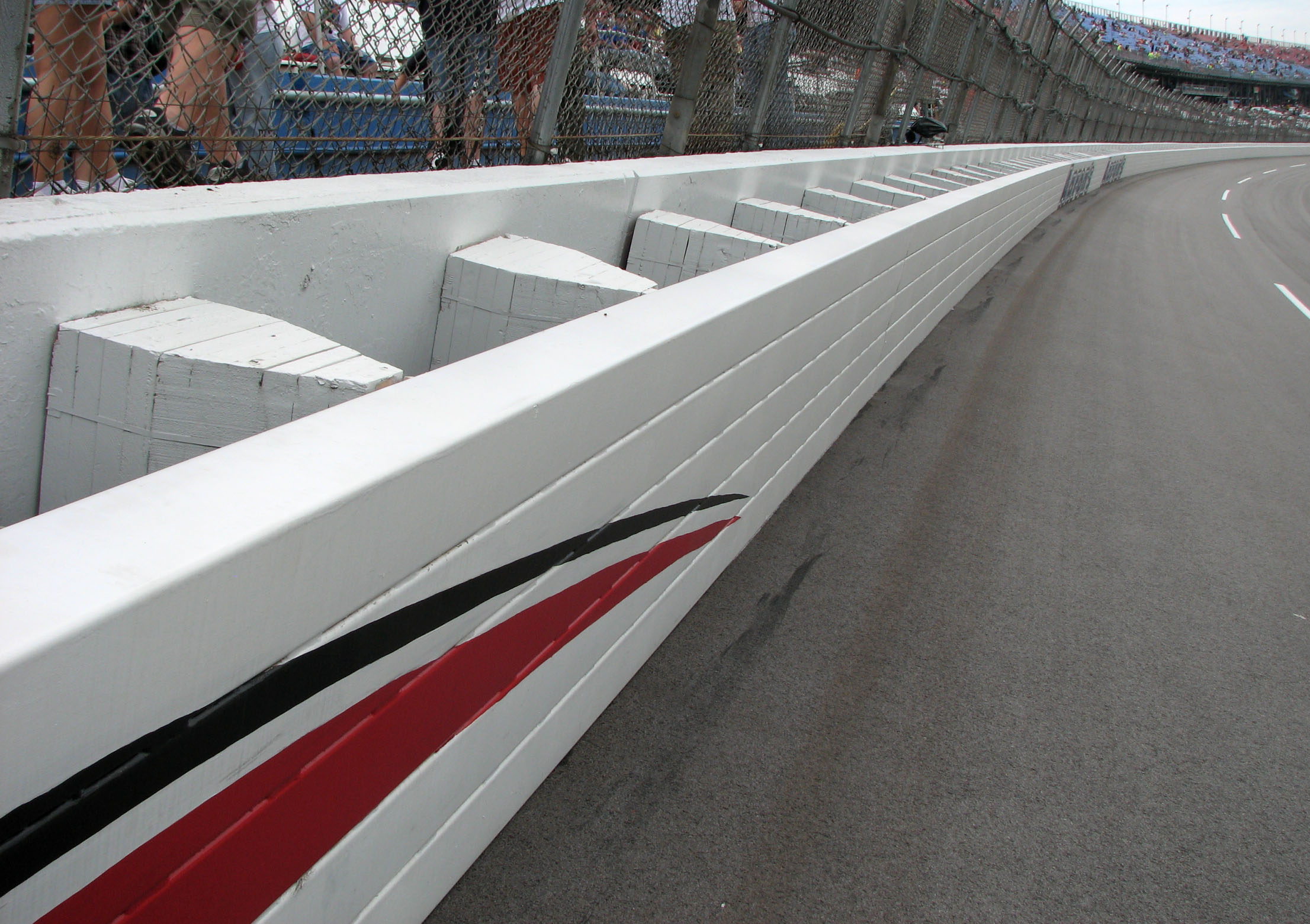
タラデガ・スーパースピードウェイのSAFERバリア

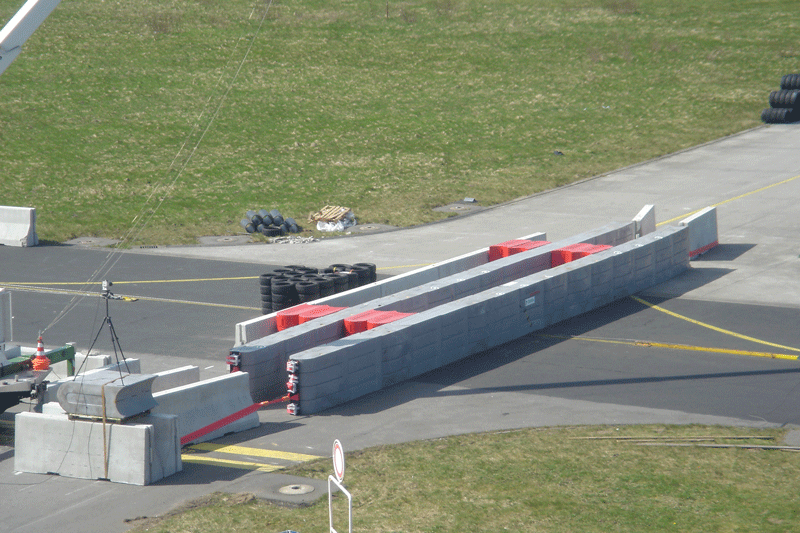
テックプロバリア

競技中に車両がコースアウトした場合に、コースと観客席を仕切る金網やコンクリート壁にそのまま激突すると、観客を巻き込むなどする危険な事故につながる。そこで安全設備を設けてスピードを落とし、激突を防いだり激突の際の衝撃を和らげたりする。
ランオフエリア
走行路の外側にある退避スペース。コーナーをはみ出した車両が安全に減速したり、故障した車両を停車する際などに利用する。ストレートの先に大きく減速するコーナーがある場合（例 : 富士スピードウェイなど）は、減速し切れなかった場合のために、ストレートの延長線上に退避路（エスケープゾーン）を設けている。
グリーン芝生を植えたランオフエリア。車両へのダメージは少ないが、減速度も低いため、コーナーに設置する際は大きな面積が必要となる。
サンドトラップ、グラベルベッドサンドトラップは波打たせた砂場、グラベルベッドは砂利または土を敷き詰めた場所。単にグラベルとも呼ばれることもある。ナンバー付き車両での速度域で、グラベルに突入した場合は素晴らしい減速力を持つが、その一方で車両横転の危険性もある。

バリア

ガードレールやコンクリートウォールの前に置き、ランオフエリアを突っ切った車両が衝突する際の衝撃を吸収するもの。
スポンジバリアウレタンスポンジをそのまま、もしくはカバーに入れて壁の前（コース側）に並べたもの。衝撃吸収性は高いが、突っ込んだ際に反動で車両が跳ね返りコースに侵入したりバリアが飛び散る、火災で燃える等の危険性がある。
タイヤバリア専用のタイヤを積んで壁の前（コース側）に並べたもの。使い古したタイヤは硬くなっているためクッション性がなく極めて危険であり、全て新品を使用する。現在はゴムベルトを巻いた物が主流だが、これは鈴鹿サーキットがタイヤがむき出しだとタイヤの間に車両が食い込んでしまうとして独自に研究、開発したものである。場所によっては、タイヤだけではショックを吸収しきれないとして、スポンジバリアを併用したものを使用している。
ストローバリア藁の束。1970年代以前は多くのサーキットで使用されたが、燃えやすくマシンから出火した場合は大変危険であるため、タイヤバリアやスポンジバリアに置き換えられ、近年では地方の小さなイベント等以外で目にする事はまず無い。
SAFERバリアインディ・レーシング・リーグ (IRL) が主体となって開発した衝撃吸収素材のバリア。鉄製のチューブを積みかさねて壁状にし、コンクリート壁との間にウレタンフォームを挟んで設置する。SAFERとはSteel And Form Energy Reductionの略。2002年にインディアナポリス・モーター・スピードウェイに世界で初めて設置。ランオフエリアが存在せず、高速クラッシュが発生しやすいオーバルトラックで採用され、新設されたロードコースでも導入するケースが増えている。
テックプロバリア耐久性の強い弾性プラスチックを強度の高いナイロンストラップで繋げた連結式のバリアシステム。

キャッチフェンス
木の杭を立てて網を張り、車両を受け止めるもの。かつてのサーキットの多くではグラベル等が設置されていてもコースとガードレールが非常に近く、コースアウトの際にグラベルで止まりきれず壁に激突してしまう可能性が非常に高かった。そのため1970年代前半からグラベルにキャッチフェンスが設置され、設置場所によっては3重にも4重にも張られた。しかし2輪の場合は投げ出された生身のライダーが杭に直撃し怪我をする可能性が非常に高く、また4輪の場合も網が邪魔となってドライバーの脱出や救出が遅れる可能性が指摘されるようになり、1980年代中頃からガードレール等を後退させグラベルを拡幅する改修工事が世界各地で積極的に行われたため、キャッチフェンスは次第に撤去され、使われることは無くなった。
フォーミュラカーがサンドトラップやグラベルベッド、芝生上で横転した場合、ロールバーが地面にめり込みドライバーの頭部が地面に衝突する危険があることが指摘されるようになった。またフォーミュラカーは車高が低いために、砂地に突入すると車輪が空転してしまい、脱出できずにリタイアとなる可能性が高い。軽微な接触や運転ミスでリタイアとなることとなり、観客からは不満が多く寄せられるようになった。そのため近年のフォーミュラカーレース、とくにフォーミュラ1レースの行われるサーキットではランオフエリアをアスファルト舗装や人工芝に改修するケースが増えている。ただし、2輪レースではマシンから投げ出されたライダーが地面に落下する際、舗装面ではほとんど減速せずに滑ってしまうため、高速でタイヤバリアへと衝突してしまう。2016年のmoto2で起こったカタロニア・サーキットでの死亡事故はまさにこの例である。同様にスパ・フランコルシャンもEWC開催のため、ラ・スルスの外側にあったランオフをグラベルへと変更している。
また、グラベル突入後は、コース上に砂や小石をばら撒かないよう注意してピットに戻る必要がある。パドックで砂利を落とす、あるいはセッション終了まで待機し、グリーン上で前進後退を行なってある程度小石を落とすなど、サーキットによって運用が異なる。

### 運営設備

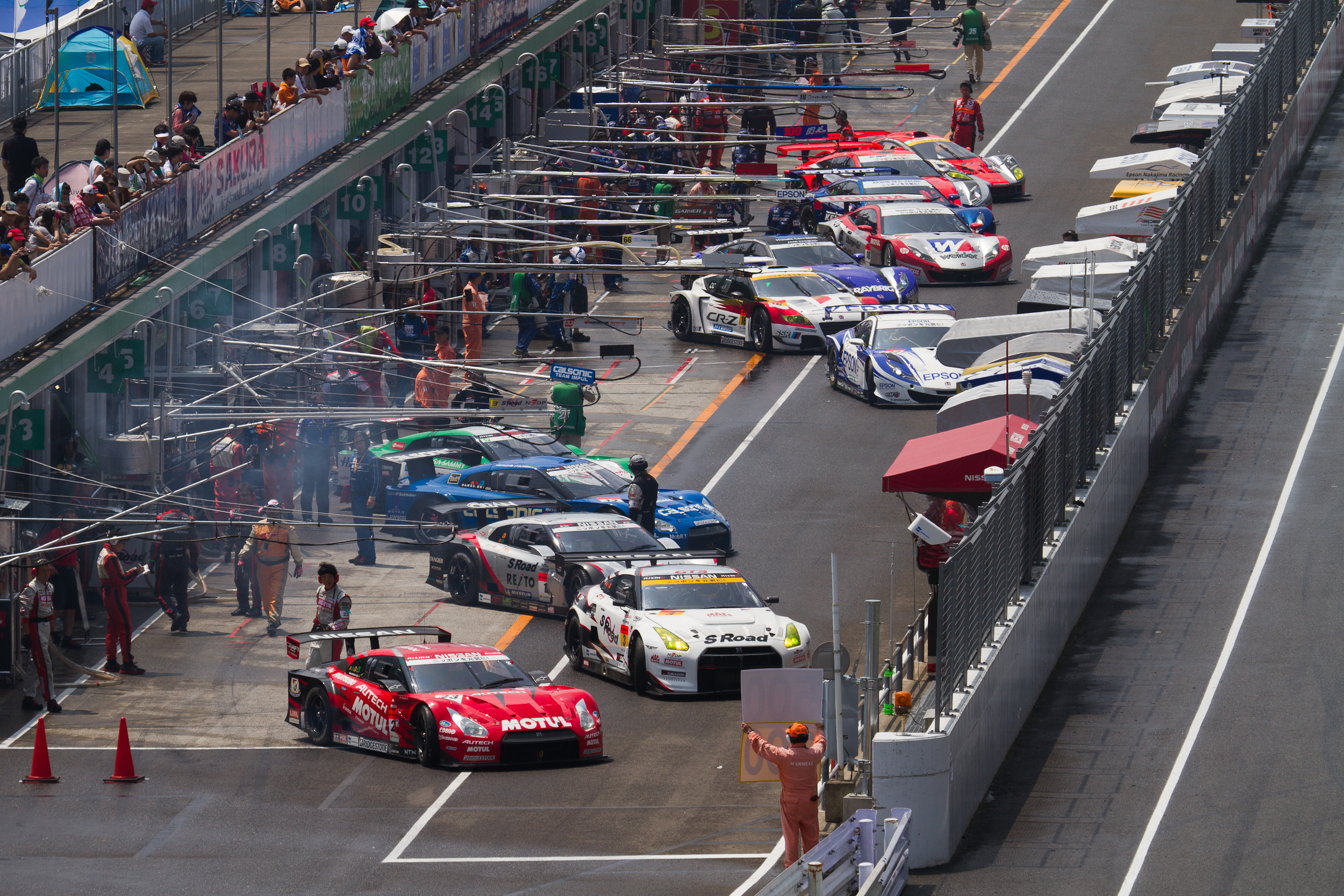
スポーツランドSUGOのピットレーン

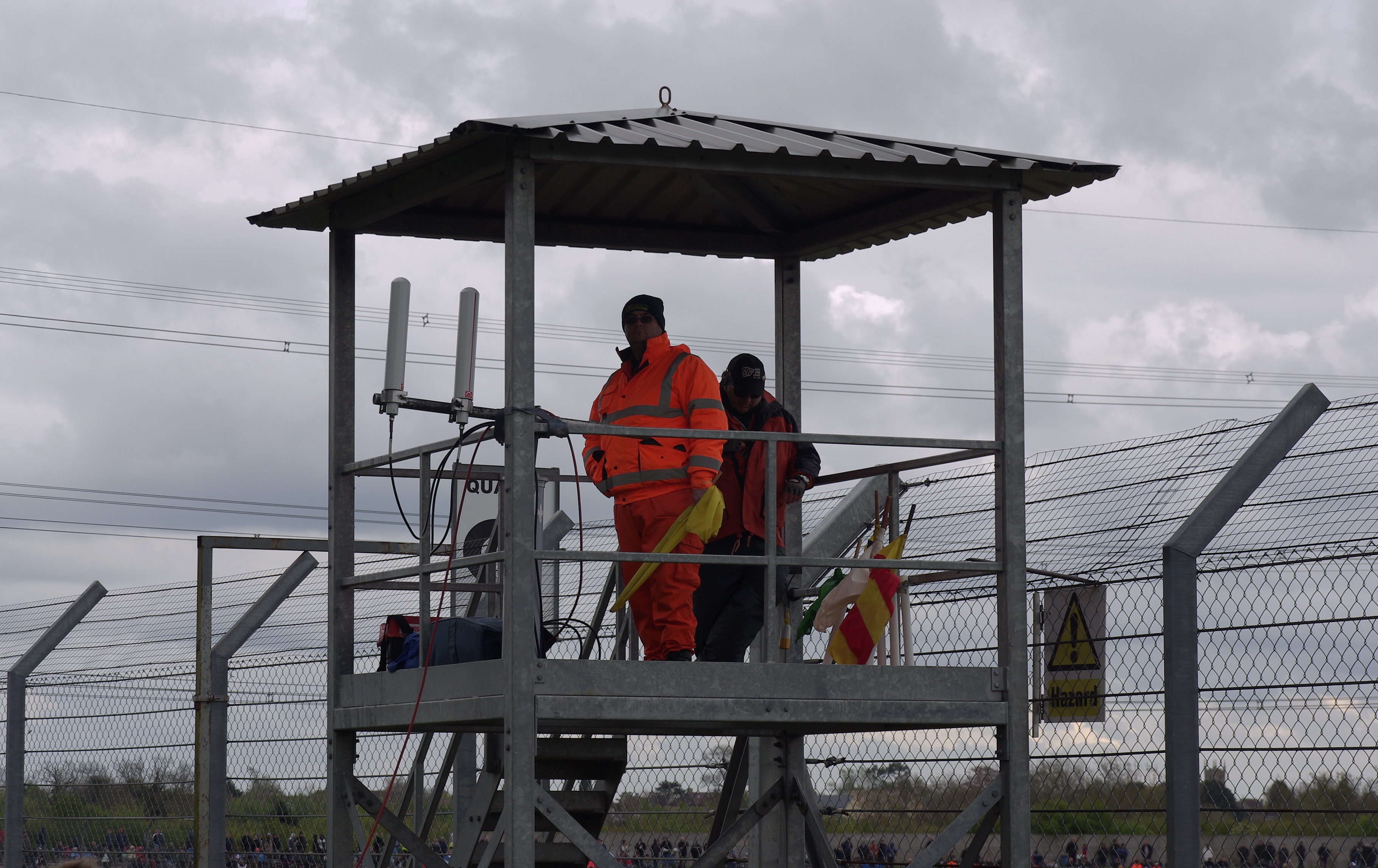
ポスト

ピット
競技車両の整備、修理などを行うスペース。競技中に修理や整備を行うこともあるため、メインコースとはピットロードで繋がっている。通常はメインストレート脇に存在するが、スウェーデンのアンデルストープのように、地形の制約などで、まれにそれ以外の位置に存在することもある。ピットレーンでは通過する車両とピットクルーが接近しているため、セッション中に立ち入りことのできる人員が制限されている。また、車両側にも速度制限が設けられている。
コントロールタワー
競技主催者や計時記録員及びコース監視監督員、並びに競技審査委員の部屋がある塔。コース全体が見渡せるようになっている。コントロールライン脇にある。
パルクフェルメ
車両保管場。レース前後の車検などはここで行われる。この直上に表彰台があることが多い。
パドック
語源は競馬における下見場。多くの場合ピット裏にあり、「トランスポーター」（車積載車）と呼ばれる各チームのトレーラーや、チームのミーティング用やドライバーの休息用、スポンサーや招待客の接待・交渉場所としてモーターホームなどが並んでいる。一般の観客は「パドックパス」を購入することで、パドックやピットの一部に入ることもできる。
ホスピタリティーエリア
ピット上やパドック内に設けられる、招待客用スペース。一般客はもとより、プレスの立ち入りも制限される場合があり、スポンサーやVIPらの社交場ともなっている。
ポスト
コース脇の有人監視施設。レース中はコースマーシャルが常駐しており、コントロールタワーと相互に情報交換し、走行車両に対し、フラッグ（レース旗）で、追い越しの指示、事故や路面の状況、緊急車両の有無、タワーからの指令などを伝える。各種フラッグのほか、消火器、オイル処理用の石灰、散乱物除去用のほうきを装備する。隣り合ったポスト同士は目視できる位置にあり、濃霧などでポスト間の視認が不可能な場合、レースは中断、または中止となる。
メディカル
サーキットとしてある一定以上の格式を認定されるためには、走行前のメディカルチェックや、事故により負傷者が出た場合の対応として、ある程度の応急処置ができる医務室、救急車の常備、救急搬送用のヘリポートの設置が義務づけられている。

## 分類・種類
さまざまな分類法がある。たとえばサーキットの設置方法による分類法、形状により分類法などがある。しかし、設置状態による分類及び国際自動車連盟 (FIA) や国際モーターサイクリズム連盟（FIM）によるカテゴライズ以外はこれといって明確な判断基準があるわけではなく、ファンや記者、競技者、主催者などの関係者が便宜的に呼び分けているものである。

### FIAによる施設レベルを考慮した分類
国際的な四輪モータースポーツ統括団体である国際自動車連盟 （FIA）では、自動車レースに使用するサーキットをサーキットの規模や付帯設備などの状況により以下のように分類している。トライアル用（T）、電気自動車（E）を除き、上位グレードのサーキットは下位グレードの全てのレースを開催することが可能。かつて、開催可能カテゴリーは排気量などを基準としていたが、現在はフォーミュラカーに関してはパワーウェイトレシオを基準に認定している。
なおこれらのグレードの取得のためにはFIAによる査察を受ける必要がある。グレードの有効期間は3年で、3年ごとに新たに査察を受ける。国内格式のレースを開催するには、各国のモータースポーツ統括団体（ASN、日本では日本自動車連盟(JAF)が該当）による公認を取るのみでよいため、日本国内でFIAのグレードを取得しているサーキットはごく少数（2024年現在は6か所）に限られる。
| グレード | 条件 |
| -------- | --- |
| １       | パワーウエイトレシオが 1kg/hp 未満のグループD（FIA国際フォーミュラ）とグループE（フリーフォーミュラ）の自動車。1985 年以降のフォーミュラ1の車両に適用される。 |
| 1E       | パワーウエイトレシオが 1kg/hp 未満の電気自動車。 |
| 1T       | 現行のFIAフォーミュラ1競技規則に定める過去のF1車両の走路テスト（TPC）。                                                                                       |
| 2        | パワーウエイトレシオが 1～2kg/hp の間のグループD（FIA国際フォーミュラ）とグループE（フリーフォーミュラ）の自動車。                                            |
| 2E       | パワーウエイトレシオが 1～2kg/hp の電気自動車。 |
| 2T       | パワーウエイトレシオが 1～2kg/hp の間の自動車の走路テスト。                                                                                                   |
| 3        | パワーウエイトレシオが 2～3kg/hp の間のカテゴリーⅡの自動車。                                                                                                  |
| 3E       | パワーウエイトレシオが 2～3kg/hp の電気自動車。 |
| 3T       | パワーウエイトレシオが 2～3kg/hp の間の自動車の走路テスト。                                                                                                   |
| 4        | カテゴリーⅠの自動車。パワーウエイトレシオが 3kg/hp より高いカテゴリーⅡの自動車。                                                                              |
| 4E       | パワーウエイトレシオが 3kg/hp より高い電気自動車。 |
| 4T       | パワーウエイトレシオが 3kg/hp より高い自動車の走路テスト。 |
| 5        | 暫定的FIAサーキットライセンス。開発中のサーキットのための暫定的ライセンスであり国際競技用ではない。                                                           |
| 6        | オフロードコース。オートクロス（6A）ラリークロス（6R）ラリークロス世界選手権（6RW）アイスレーシング（6G）に分かれる。                                         |

### FIMによる分類
国際モーターサイクリズム連盟（FIM）では、二輪レースに使用されるサーキットを以下のように分類している。グレードFを除き、上位グレードのサーキットは下位グレードの全てのレースを開催できる。
なおナイトレースの開催が可能なサーキットには、カテゴリ名の後ろに「+N」が付加されるほか、テスト走行のみ許可されたサーキットは同様に「t」が付加される。
グレードA
ロードレース世界選手権（MotoGP）を開催できるサーキット。
グレードB
スーパーバイク世界選手権（WSB/SBK）を開催できるサーキット。
グレードC
FIM世界耐久選手権を開催できるサーキット。
グレードD
ジュニアカテゴリ、またはMoto3のレースを開催できるサーキット。
グレードE
MotoE世界選手権を開催できるサーキット。
グレードF
サイドカーレース（Sidecar World Cup）を開催できるサーキット。

### 設置状態による分類

#### パーマネントサーキット（クローズドサーキット）
最初から競技専用施設として設計・造成・建設・管理されている常設コース。競技車両以外の走行が認められない事からクローズドサーキットとも呼ばれる。広大な用地を確保するため、基本的には郊外に立地する。コースデザインの自由度が高く、低速から高速までバラエティに富んだコーナーを配置することが可能である。
路面には摩擦係数の高い専用舗装が施され、レースに適した路面状態を保っている。また、コースに沿ってランオフエリアやバリア等の安全施設を常備し、常時救急体制を備えることで、安全性が高められている。

#### 仮設サーキット（市街地コース・公道コース）
レースイベントの開催期間中のみ、主催者が一般の公道を借り切って設営する非常設コース。あらかじめ仮設の観客席やフェンス等を準備しておき、イベント期間中は一般車輌の通行を禁止してレースコースとする。モンテカルロ市街地コースやギア・サーキットなど市街地に作られた臨時サーキットをストリートサーキットと呼ぶ。
一般道という特性上、常設コースに比べてランオフエリアが狭くなるため、平均速度を低く抑えるようなコース設定となる。路面のミューは低く、建造物で見晴らしは悪く、コースはガードレールに囲まれているので、一瞬のミスでリタイアする可能性が高くなっており過酷である。

#### 複合型サーキット、その他
ル・マン24時間レースが行われるサルト・サーキットは、常設コースと公道区間を組み合わせたコースである。F1で有名なベルギーのスパ・フランコルシャンもかつては同様であったが、旧公道部分の脇にバイパスが設けられ、現在は完全なクローズド・サーキットである。
オーストラリア・メルボルンのアルバート・パーク・サーキットやカナダ・モントリオールのジル・ヴィルヌーヴ・サーキットは、普段一般に開放された公園内の道路である。また、インディカー・シリーズのエドモントン・インディでは、エドモントン市中央空港の滑走路を利用した特設コースでレースが行われている。F1ラスベガスGPは、シーザースパレスホテルの大型駐車場に特設コースが設けられた。
ドイツのユーロスピードウェイ・ラウジッツは、オーバルコースとロードコースの他、サーキットに併設されたテストトラックを組み合わせる事によって、数種類のコースレイアウトを設定する事が可能な設計となっている。その為、それぞれのコースに連絡路が設けられている。

### 形状による分類

#### ロードコース
大小のコーナーと長短の直線を組み合わせて、減速・コーナリング・加速を繰り返すテクニカル指向の強いサーキット。フォーミュラカー・ツーリングカー・GTカー・一般車両など様々な車両によりレースが開催される。
使用時の周回方向は、計時施設やコース形状・安全対策等の理由から、基本的に片方向に定められており、カーブの外側の防護設備等は片方向走行を前提として設備されている。ただし、一部のレースあるいはレース以外のイベント時・テスト等はこの限りではない。

#### オーバルトラック
直線をバンク（傾斜）の付いたターンでつないだサーキット（トラック）で、オーバル（楕円形）、またはそれに類似した形状をもつ。アメリカ合衆国に多数存在し、NASCARやインディカーなどアメリカ型モータースポーツの花形である。走行方向は左回り。いかに高速を維持したまま走り続けられるかを競うコースであり、1周のラップタイムよりも平均速度が基準とされる。

#### 複合型
日本のモビリティリゾートもてぎなど、ロードコースとオーバルの両方を兼ね備えるサーキット。もてぎではこれらを別々に使用するが、かつてのモンツァ・サーキットは周回ごとに交互に走行していた（現在はオーバル部分は閉鎖）。また、インディアナポリス・モーター・スピードウェイやデイトナ・インターナショナル・スピードウェイはオーバルの内側にテクニカルなインフィールドセクションがあり、インディアナポリスグランプリ (MotoGP) やデイトナ24時間レースではオーバルと組み合わせて使用する。

### 路面による分類
なおもともとサーキットは未舗装路・舗装路に関係なく、環状の競走路であれば「サーキット」と呼ばれている。自動車普及黎明期の20世紀初頭ではそもそも一般道でも舗装路は少なく、サーキットでも未舗装路は多かったが、その後舗装路が増え、サーキットも舗装路が増えていった。

#### オンロードサーキット（舗装サーキット）
路面がアスファルト、コンクリート等の舗装されたサーキット。現代のサーキットの大多数は、この舗装サーキットである。

#### オフロードサーキット
、路面が土（ダート）、砂（グラベル）等のサーキット。「トラック・コース」などと呼ぶ場合が多く、サーキットとは呼ばないことが多い。多くの場合、円または楕円形か、8の字状である。アメリカやスペインには多数点在し、バギーや改造市販車でアマチュアレースが行われることが多い。
その他、トライアルやラリー競技に使用する周回コースは、サーキットと同様の目的があるにもかかわらず通常はサーキットと呼ばれない。おおむね、カーブや緩やかな上り下り以外の、段差・山や水濠・各種トラップなどの障害設備があるかないかで、サーキットと呼ぶかどうか分かれる。

### 大きさや設備による分類

#### フルサーキット
一般に国際競技を開催できる規格を満たしたサーキットを指し、十分なポストやセイフティゾーン（グラベル、バリア等）を備え、パドックやピットなども充実している。コース全長は一般的に5キロメートル (km) 以上であるが、一部をショートカットして使用する事もある。興業収入を得る目的で大きな観客席を備えている。。

#### ハーフサーキット
あまり使われない用語であるが、一般に国内競技を開催できる規格を満たしたサーキットであり、かつ、コース長 2 km 程度のものを指す単語である。ハーフサーキットの条件を満たすコースとして筑波サーキットが有名である。

#### ミニサーキット
一般に、レースを開催するための規格を満たさないコース。従って公式なレースを開催することはできないが、非公式レース（いわゆる草レース）や走行会を開催したり、趣味でコースを走ったり、車両テストに使用したりといった用途に使われる。近年ではドリフト走行イベント（全日本プロドリフト選手権 (D1GP)・ドリフトマッスル等）の公式競技会の会場に使われることも増えている。
一般に、コースは500メートル (m) から1 km程度と短いものが多い。設備が少ないことやコースが短いことなどから使用料金が安く、気軽に使用できることが最大の特徴であるが、。

### 使用目的による分類

#### カート用サーキット
レーシングカート専用のコース。コース幅が小さく、安全設備も簡単であり、四輪車両（フォーミュラカーを含む）や大半の二輪車両の走行には向かない。50 cc程度の二輪車でも走ることができるコースもある。設備が簡単であることから使用料金が安く、またカート等をレンタルできることが多いために気軽に楽しむことができる。

#### 自動車性能試験用サーキット
コースの形は環状でサーキットだが、もともと競走用のものではないので、誤解を生まないように通常は「テストコース」と呼ぶ。バンク付きのオーバルコースを「高速周回路」、直線や曲線、起伏を複合したものは「ハンドリング路」などと呼ぶ。各種試験のための特殊舗装や不整路面、散水設備などを備えるものが多い。自動車メーカー、二輪車メーカーや関連企業組織などが使用する。これらは原則非公開で、観客席などを持たない。

### その他
その他、明確な分類でなかったり、特定の形状のものに対して「〜型」と呼ばれるなど、ある意味曖昧なサーキットの分類について以下の通り説明する。
ヨーロピアンサーキット
ヨーロッパの郊外のワインディングロードをなぞる形で、高低差や曲がりくねったコーナーが多く、ドライビングの難易度が高いサーキット。ニュルブルクリンク北コースが有名。
ストップ・アンド・ゴー
ストレートと回転半径の小さいコーナーとが繰り返されるサーキットのことを、運転中にスロットル全開とフルブレーキを繰り返すことからそう呼ばれる。
ミッキーマウスサーキット
英語のスラング「ミッキーマウス」には「つまらない」や「退屈な」という意味が込められており、ドライバーにとって単調で面白みのないサーキットを揶揄してこう呼ばれる。細かいコーナーが続き、長いストレートがないサーキットがこう呼ばれることが多いため、そのようなサーキットを指す言葉と誤解されがちだが、実際にはオーバーテイクが困難で、これと言った見せ場のないサーキットに用いられる。
ティルケサーキット
近年のサーキットデザインを数多く引き受けているヘルマン・ティルケが設計したサーキットの通称。最新の安全基準を満たし、オーバーテイクの機会を増やす工夫もなされているが、シルバーストン・サーキットやスパ・フランコルシャン、鈴鹿サーキットのようなオールドコースに比べると人気が低い。
その他、平均速度やアクセル全開率、ブレーキ頻度等の傾向からハイスピードサーキット、テクニカルサーキットなどの分類も用いられるが、形状による分類以上に明確な基準はない。

## サーキットの課題

### 騒音
サーキットの周辺に住居がある場合は、サーキットの競技車両が発生するマフラー排気音、ブレーキ音、タイヤの摩擦音などが騒音発生源となり、著しく住環境を破壊する。日本ではサーキットの騒音を規制する法規制はない。サーキットが周辺地域住民と騒音でトラブルになるケースが多く、サーキットの建設には十分に地域環境を考慮した場所を選択する必要がある。

### 交通
常設サーキットの場合、前述の騒音問題や土地の購入費などが絡んで、たいてい人口密度の低い地域に建設されることが多い。鉄道・バスなどの公共交通機関や宿泊施設が不足している場所では、レース期間中に観客がマイカーで来場して大渋滞を引き起こすこともある。対策として、サーキットから離れた場所からシャトルバスでピストン輸送する「パークアンドライド」を採用するもあるが、F1の2007年日本GPでは悪天候により輸送計画が破綻して社会問題となった。
市街地コースの場合、輸送や宿泊の問題は発生しないが、レース期間中は一般道を長時間閉鎖するため、公的機関の協力や住民の理解が必要となる。

### 経営
サーキットの主たる財源は観客の入場料収入であり、レース開催期間以外は人件費や保守管理費が負担となる。そのため、近年はイベントを開催したり、ホテルやレジャー施設を併設するなどして、レース以外での収益を確保しようとしている。
しかし、独自会計が立ち行かず、自治体に援助を要請するケースもある。世界的に知られるドイツのニュルブルクリンクも施設改修が負担となり、2012年に破産宣告を受けラインラント・プファルツ州の管理下に置かれた。

### トラックリミット
実際のレースではコースをより速く走行する目的で、車がコース外の縁石に乗ったり、完全にコース外の部分を走行したりするケースが多々発生する。特に2010年代以降、ランオフエリアを舗装するコースが多くなってからは、コース外を走行しても速度がほとんど落ちないため、意図的にコースをはみ出すドライバーが多くなった。これに対しレース主催者側ではトラックリミットとして、特定のコーナーでコースを（意図したか否かに関わらず）完全にはみ出した車に対して、予選であればタイム抹消、決勝であれば（一定回数を超えた場合に）警告→それでも繰り返された場合にはタイム加算ペナルティを課すといった罰則を定めるようになった。
ただしトラックリミットの判定は多くの場合レースの競技委員の判断に委ねられているため、その判定の一貫性に疑問符が付けられるケースがあるほか、「トラックリミットによるペナルティの多発は観戦者の興を削ぐ」といった意見もある。このため、国際自動車連盟（FIA）会長のモハメド・ビン・スライエムは、トラックリミットの判定にサッカーのビデオ・アシスタント・レフェリー（VAR）のような自動システムを導入するといった対策を打ち出す一方で、そもそもドライバーがトラックリミットを犯す必要がないようにコース自体を改修すべきであるという考えを表明している。
motoGPでは2020年まではカメラ映像で判断していたが、2021年以降は圧力センサーにて機械的にトラックリミット逸脱か否かを判定している。縁石まではコース内、縁石の外のグリーンゾーンにタイヤを落とすと1回のトラックリミットオーバーと判定される。3回目で警告、5回目でロングラップペナルティとなるが、最終ラップのトラックリミットオーバーで利益を得たと判断された場合、決勝結果から直接1ポジションダウンされる。